# Flatliners - Linea mortale
Flatliners - Linea mortale (Flatliners) è un film del 2017 diretto da Niels Arden Oplev.
La pellicola, con protagonisti Ellen Page, Diego Luna, Nina Dobrev, James Norton e Kiersey Clemons, è il sequel / remake del film del 1990 Linea mortale (Flatliners) diretto da Joel Schumacher; solo l'attore Kiefer Sutherland è presente anche in questo film.

## Trama
Courtney è una giovane studentessa di medicina, ossessionata dall'idea dell'aldilà e da ciò che avviene dopo la morte. Pertanto invita i compagni Jamie e Sophia a unirsi a lei per un esperimento in una stanza dell'ospedale inutilizzata: usare la defibrillazione per fermarle il cuore per un minuto, registrando le attività del suo cervello, e poi rianimarla, assicurandoli che non sarebbero stati ritenuti responsabili di eventuali incidenti. Sophia si oppone, ma Jamie accetta comunque. Dopo sessanta secondi, i due iniziano a farsi prendere dal panico perché non riescono a risvegliarla, ma poi ci riescono con l'aiuto di Ray, un loro compagno. Più tardi un'altra loro amica, Marlo, viene a conoscenza dell'esperimento.
Inizialmente in Courtney riaffiorano vecchi ricordi dimenticati, come la ricetta per il pane di sua nonna, inoltre dimostra maggiore intelligenza ed euforia, tornando finalmente a suonare il piano dopo 12 anni di tentativi falliti e rispondendo correttamente agli incontri in équipe. Jamie, preso dall'invidia, si sottopone allo stesso trattamento di morte temporanea, ma poi vive un'inquietante esperienza di pre-morte sulla sua ex fidanzata. Courtney e Jamie iniziano ad avere visioni, ma decidono di non dirlo agli amici, pertanto anche Marlo e Sophia compiono l'esperimento, per un numero crescente di minuti e sviluppando gli stessi effetti positivi di Courtney.
Tuttavia, l'euforia si trasforma ben presto in orrore, poiché tutti i ragazzi restano sempre più ossessionati dalle loro visioni: Courtney è perseguitata dalla sorella Tessa, morta in un incidente stradale da lei causato poiché stava guardando il telefono; Jamie dal bambino della sua ex fidanzata, che aveva abbandonato incinta pregandola di abortire; Marlo da un uomo di nome Cyrus che, dopo una puntura di medusa, era stato accidentalmente ucciso dalla ragazza che aveva mescolato in maniera sbagliata le sue medicine e Sophia è perseguitata da una ragazza di nome Irina, a cui aveva rovinato la vita mettendo per gelosia su Internet foto della ragazza nuda.
Ray, l'unico del gruppo a non aver provato la morte temporanea, inizialmente non crede a quanto sta succedendo e intima agli amici di smetterla con l'esperimento; i fantasmi, intanto, diventano sempre più intensi. Courtney, che risente maggiormente delle visioni, registra un messaggio in cui si scusa e ammette che la propria ossessione per l'aldilà è dovuta alla morte della sorella, non per interesse scientifico. Subito dopo, inseguita dal fantasma di Tessa, precipita dal tetto della propria abitazione, restando uccisa. Intanto Marlo viene quasi soffocata mentre guida e si schianta con la sua auto, mentre Jamie viene pugnalato alla mano dalla propria visione.
Marlo recupera il telefono di Courtney all'obitorio e, guardando la sua registrazione, capisce che era tormentata da fantasmi simili ai suoi. Il gruppo si consulta e conclude che stanno vivendo le loro allucinazioni per diversi peccati commessi in passato, e non per qualche esperienza paranormale. Quindi, per farli cessare, tutti si impegnano per correggere i propri errori: Jamie visita la sua ex ragazza scoprendo che non ha abortito e si è tenuta il bambino, così si scusa e promette di provvedere a loro; Sophia si rincontra con Irina e le chiede perdono per quanto avvenuto. Più tardi, Marlo e Ray, che intanto hanno intrapreso una relazione, hanno un litigio quando Ray scopre che Marlo ha coperto il vero motivo della morte di Cyrus; la ragazza, stanca di essere perseguitata dalle sue allucinazioni, cerca di uccidersi, ma Jamie, Sophia e Ray la fermano in tempo. Il gruppo ormai ha ritrovato la pace e, per celebrare la loro amicizia, vanno in un locale dove stanno suonando un pezzo di pianoforte molto amato da Courtney, come commemorazione dell'amica.

## Produzione
Il budget del film è stato di 19 milioni di dollari.
Le riprese del film sono iniziate nel luglio 2016 a Toronto e sono terminate il 7 settembre seguente.

## Promozione
Il primo trailer viene diffuso il 13 giugno 2017, seguito nello stesso giorno dal poster italiano.

## Distribuzione
La pellicola è stata distribuita nelle sale cinematografiche statunitensi a partire dal 29 settembre 2017, mentre nelle sale italiane a partire dal 23 novembre dello stesso anno.

### Divieti
Negli Stati Uniti il film è stato vietato ai minori di 13 anni non accompagnati da adulti per la presenza di "violenza, terrore, contenuti sessuali, uso di droghe, tematiche e linguaggio non adatto".

## Accoglienza

### Critica
Il film è stato accolto negativamente dalla critica: sul sito Rotten Tomatoes ha il 4% delle recensioni professionali positive su 68 critiche, con un voto medio di 3,6 su 10, mentre su Metacritic ottiene un punteggio di 27 su 100, basato su 20 recensioni.